# رویدادنامه نبونید

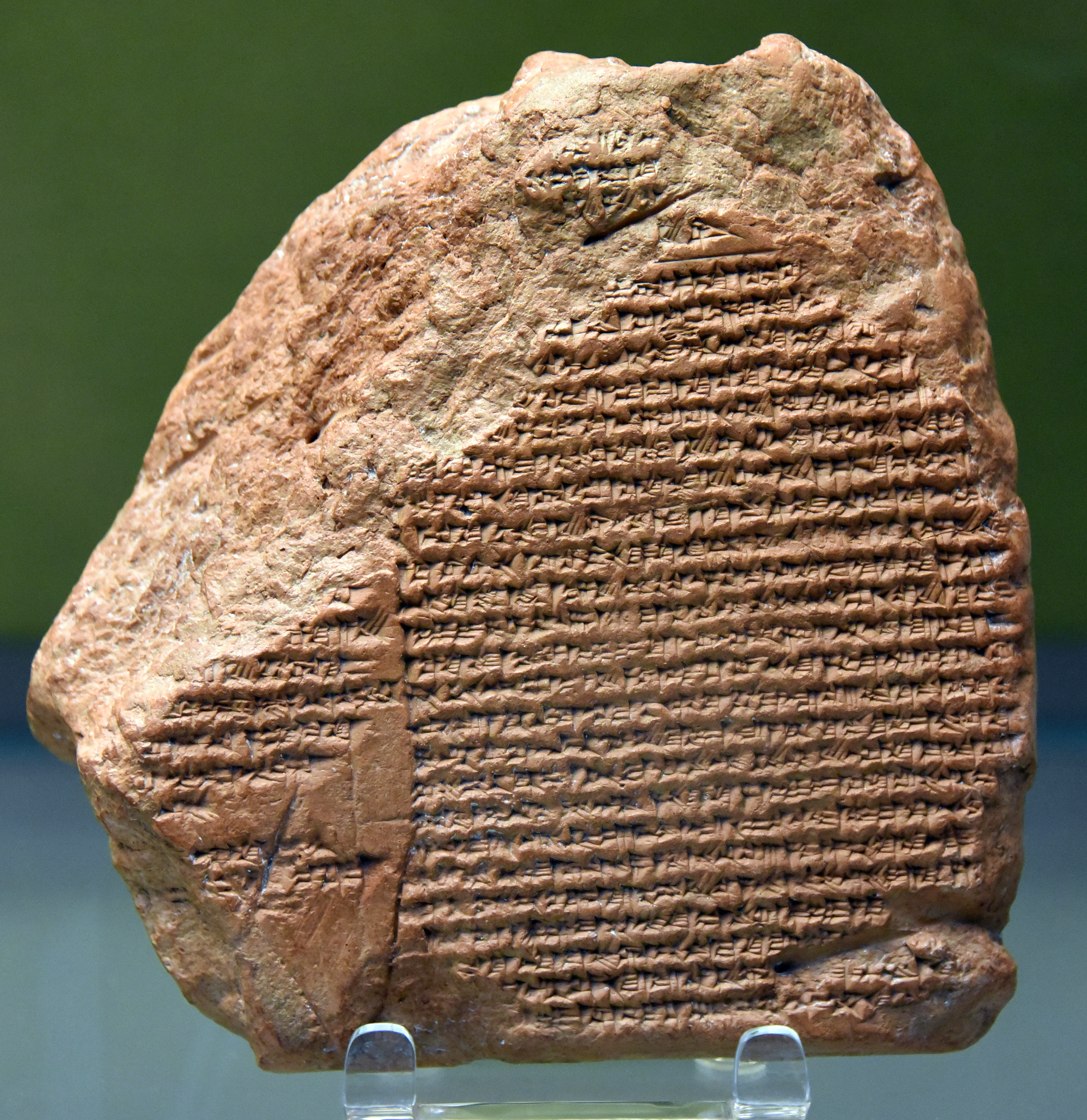
رویدادنامه نبونید.

رویدادنامه نبونید از رویدادنامه‌های بابلی است که به بیان رویدادهای دورهٔ فرمانروایی نبونید، واپسین شاه بابل و پس از آن کوروش بزرگ، پادشاه هخامنشی بر اساس گاهشماری بابلی می‌پردازد.
از رویدادهای مهم که در این رویدادنامه به آن اشاره می‌شود می‌توان به چگونگی فتح کشور بابل توسط سپاهیان کوروش و ورود آرام کوروش بزرگ به بابل اشاره کرد. همچنین این رویدادنامه به رویدادهای نظیر برگزاری سوگواری کوروش برای درگذشت همسرش اشاره می‌کند.

## شرح کتیبه
در چند مورد، رویدادنامه‌های بابل اطلاعات سودمندی دربارهٔ تاریخ سیاسی در ایران به دست می‌دهند. این رویدادنامه‌ها، که در ارتباط نزدیک با یکدیگر هستند، از فرمانروایی نبو-ناصیر (۷۴۷–۷۳۴ پیش از میلاد) آغاز می‌شوند و تا دوره حکومت سلوکوس دوم (۲۴۵–۲۲۶ پیش از میلاد) ادامه می‌یابند. رویدادنامه‌ها موسوم به نبوپولاسار (که با نام رویدادنامه گاد نیز شناخته می‌شود) دورهٔ میان سال‌های دهم تا هفدهم فرمانروایی نبوپولاسار (۶۱۶–۶۰۹ پیش از میلاد) را پوشش می‌دهد. به ویژه، سقوط آشور به دست ارتش‌های ماد و بابل در آن توصیف شده‌است. به گفته این نوشته، در ۶۱۴ پ.م. مادها به فرمانروایی هوخشتره شاه، استان آشوری آراپخا را تسخیر کردند و سپس به سوی نینوا گام برداشتند و شهر را محاصره کردند. آن‌ها موفق نشدند نینوا را تصرف کنند، ولی در پاییز همان سال آشور، پایتخت شاهنشاهی آشوریان، را محاصره و سپس به تصرف خود درآوردند. نبوپولاسار و هوخشتره همدیگر را در آشور ملاقات کردند و پیمان اتحاد بستند (خط‌های ۲۴–۳۰). نوشته سپس در متنی که امروزه اندکی از آن باقی مانده به محاصره نینوا توسط ارتش‌های بابل و ماد می‌پردازد. پس از سه ماه، در ۶۱۲ پ.م. نینوا به تصرف در می‌آید و هوخشتره به خانه بازمی‌گردد (خط‌های ۳۸–۵۲).
رویدادنامهٔ نبونید (یا رویدادنامهٔ نبونید و کوروش) از رویدادهای آغازین به تخت نشستن نبونید در ۵۵۶ پ.م. شروع می‌شود و اندک زمانی پس از فتح بابل توسط پارسیان در ۵۳۹ پ.م. به پایان می‌رسد. حداقل بخشی از این رویدادنامه در دوران کوروش نگاشته شده‌است، چرا که لحنش نسبت به نبونید پرخاشگرانه می‌شود. این متن همچنین از جنگی میان آستیاگ، شاه ماد، و کوروش و تسخیر هگمتانه، پایتخت ماد، توسط ارتش پارسیان در ششمین سال تاج‌گذاری نبونید، یعنی ۵۵۰ پ.م. سخن به زبان می‌آورد (خط های۱–۴). همین رویدادنامه در متنی پاره‌پاره از کارزار کوروش در نهمین سال تاج‌گذاری (۵۴۷ پ. م) یاد می‌کند، که به گمانی بر ضد لیدیه بوده‌است و به تصرف درآوردن پایتخت آنان ساردیس (این نام در متن اصلی به صورت پاره‌ای باقی مانده و بازنویسی آن دقیق و قطعی نیست، نگاه کنید به خط‌های ۱۵–۱۸). این رویدادنامه همچنین عنوان می‌کند که در هفدهمین سال تاج‌گذاری نبونید (۵۳۹ پ. م)، پارسیان شکستی را بر بابلی‌ها در شهر اوپیس متحمل کردند، سیپار را تصرف، و سپس بابل را بی درگیری فتح کردند و نبونید را به اسارت گرفتند (خط‌های ۵–۱۵). رویدادنامه ادامه می‌دهد که وقفه‌ای در آداب معبدهای بابل پدید نیامد و هنگامی که کوروش وارد بابل شد به همه ساکنان شهر خوشامد گفت. گئوبروه، فرماندار کوروش، افسران محله‌ها را تعیین کرد و اندک‌زمانی پس از آن درگذشت. در واپسین هنگامه‌های پایان سال ۵۳۹ پ.م. «همسر شاه» (به ظاهر کاساندان، همسر کوروش، منظور بوده‌است) می‌میرد، و برای یک هفته در بابل عزای عمومی اعلام می‌شود (خط‌های ۱۶–۲۳). در پایان، پاراگرافی از متن که آسیب زیادی دیده، حاوی گزارشی از کمبوجیه پسر کوروش است که در مراسمی که برای او به مناسبت جشن سال نو در ۲۷ مارس سال ۵۳۸ پیش از میلاد برگزار شده بود، شرکت کرد (خط‌های ۲۴–۲۸). کمبوجیه در سال ۵۳۸ پیش از میلاد توسط پدرش به عنوان شاه بابل گماشته شد و تلاش کرد تا منصب خود را مشروع جلوه دهد، به گونه‌ای که فرمانروایی خود را از دستان خدای اعظم مردوک در معبدش در اساگیلا دریافت کرد.
دو رویدادنامه از دوره هخامنشیان بر جای مانده‌اند. یکی از آن‌ها تکه‌پاره‌ای در وضعیت بسیار آسیب‌دیده‌است که در آن، به احتمال فراوان، شاه پارسی خشایارشای یکم (۴۸۵–۴۶۵ پ. م) یاد شده‌است. دومین رویدادنامه حاوی اطلاعات زندانیان از شهر شورشی فینیقه‌ای صیدون است که در چهاردهمین سال تاج‌گذاری اردشیر سوم (۳۴۵ پ. م) به بابل و شوش برده شده‌اند. او در متن با نام «اوماسو» خوانده شده‌است.